# Peter I av Alençon
Peter I av Alençon, född den 29 juni 1251, död den 6 april 1284, var en fransk prins. 
Han var regerande greve av Alençon 1269-1284.